# Cuccioli - Il codice di Marco Polo
(Maga Cornacchia)
Cuccioli - Il codice di Marco Polo è un film d'animazione del 2010 diretto da Sergio Manfio.
Realizzata in 3D, la pellicola è legata alla serie Cuccioli.

## Trama
I Cuccioli sono messi alla prova quando Maga Cornacchia è determinata a prosciugare i canali di Venezia. Armati di un tocco di magia, i protagonisti combinano i loro punti di forza per scoprire il codice segreto di Marco Polo prima che lo faccia la perfida strega.

## Distribuzione
Il film è uscito nei cinema il 22 gennaio 2010.

## Sequel
Il 27 marzo 2014 è uscito il sequel intitolato Cuccioli - Il paese del vento.